# کامل نصیب‌اف
کامل نصیب‌اف (ترکی آذربایجانی: Kamil Balədə oğlu Nəsibov; ۸ اکتبر ۱۹۴۶ – ۲۹ ژوئن ۱۹۹۲) یک فرد نظامی اهل جمهوری آذربایجان بود که در جنگ اول قره‌باغ کشته شد.
وی همچنین برندهٔ جوایزی همچون قهرمان ملی جمهوری آذربایجان شده‌است.